# Nationalbibliothek Katars
Die Nationalbibliothek Katars (englisch Qatar National Library, arabisch مكتبة قطر الوطنية, DMG Maktabat Qaṭar al-waṭaniyya) ist eine seit den 2000er Jahren geplante Nationalbibliothek des Emirats Katar. Die Nationalbibliothek Katars besteht derzeit in digitaler Form. Das Gebäude wurde am 7. November 2017 im Rahmen eines Soft Opening und dann im April 2018 offiziell eröffnet. Leiterin („Project Director“) der im Aufbau befindlichen Nationalbibliothek war ab 2012 Claudia Lux, die ehemalige Direktorin der Zentral- und Landesbibliothek Berlin. Im Oktober 2016 folgte ihr Sohair Wastawy auf diesem Posten nach und derzeit (2022) wird die Bibliothek von Tan Huism geleitet.
2003 wurde von dem japanischen Architekten Arata Isozaki ein Neubau entworfen, dessen Fertigstellung für das Jahr 2006 geplant war. Mit einer Höhe von 117 Meter wäre die Bibliothek eine der höchsten der Welt geworden. Isozakis Entwurf wurde jedoch nicht realisiert.
Unabhängig von den alten Plänen wurde das niederländische Architekturbüro Office for Metropolitan Architecture (OMA) mit dem Bau einer Zentralbibliothek für die Qatar Foundation beauftragt, der „Qatar Foundation Central Library“ (QFCL). Als verantwortliche Partner zeichnen laut Architekturbüro Rem Koolhaas, Ellen van Loon und Iyad Alsaka. 2012 wurde das Projekt in „Qatar National Library“ umbenannt und soll als National-, Universitäts- und städtische Zentralbibliothek dienen. Es soll entsprechend dem 2008 beschlossenen Rahmenplan für die Politik Katars für 2030 den Umbau von einer karbonbasierten zu einer bildungsbasierten Volkswirtschaft unterstützen und deshalb Forschung und Wissenschaft fördern.

Arabia von Jodocus Hondius (1598, Nachdruck 1612), Teil der Heritage Collection

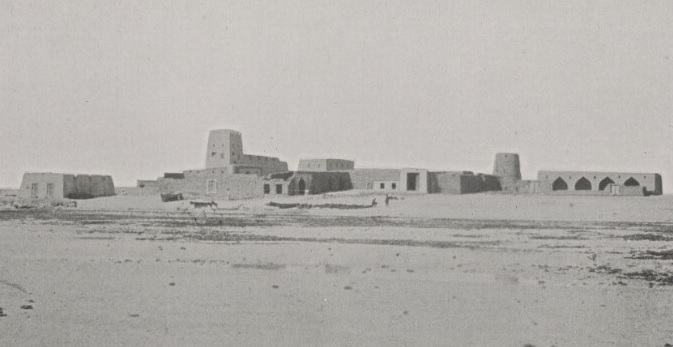
Ansicht von al-Wakra, Katar, aus Gazetteer of the Persian Gulf Bd. 2 (1908), digitalisiert von der British Library, veröffentlicht von der Qatar Digital Library

Das flache, rhombusförmige Gebäude mit einer silberfarbenen Außenhaut und ovalen Fenstern, deren Spezialglas direkte Sonneneinstrahlung verhindert, verfügt über 45.000 Quadratmeter Nutzfläche, die verschiedene Funktionen integrativ zusammenbringen soll. In einem zusammenhängenden, die gesamte Gebäudefläche einnehmenden Empfangs-, Verteiler- und Lesesaal sollen auf drei Ebenen 300.000 Bücher zur Verfügung stehen, die nicht nach wissenschaftlicher Literatur für Universitätsangehörige und allgemeiner Literatur für die gesamte Bevölkerung unterteilt sind, sondern integrativ nach Wissensgebieten.
Der weite, unabgeteilte Raum soll laut Koolhaas von überall her sichtbar die Unendlichkeit des Wissens symbolisieren, was durch eine 120 Meter lange Brücke unterstützt wird, die durch das gesamte Gebäude führt und von der aus vier Meter hohe Vitrinen mit kostbaren historischen Dokumenten („Heritage Collection“) sichtbar sein werden. Dazu gehören 2.800 Manuskripte, 600 Landkarten und 30.000 Bücher vom 15. Jahrhundert an, darunter die ersten in arabischer Schrift gedruckten Werke, deren Sammlung Hassan bin Mohamed bin Ali Al-Thani begonnen hat, die fortlaufend erweitert werden soll und teilweise in der World Digital Library zugänglich ist.
Zusätzlich entstehen eine Kinderbücherei, ein Restaurant, ein Ausstellungs- und Entspannungsbereich sowie Konferenz-, Seminar- und Multimediaräume mit Zugriff auf 109 Datenbanken, 450.000 E-Books und 34.000 Online-Zeitschriften und Abstracts. Die einzelnen, rundum einsehbaren Ebenen werden durch Rollbänder erschlossen, während die Bücher über ein eigenes Transportsystem befördert und mittels RFID-Identifizierung verbucht werden.
Der Rohbau des Koolhaas-Entwurfs wurde Mitte 2014 weitgehend abgeschlossen und sollte nach der Fertigstellung der Innenausbauten ursprünglich 2015 eröffnet werden, wurde dann aber erst im April 2018 offiziell eröffnet. Bisher besteht die Bibliothek in Kooperation mit der British Library in digitaler Form („Qatar Digital Library“), in der 2014 über 7.000 Nutzer registriert waren und die mit den physischen Beständen in innovativer Weise vernetzt werden sollen, da die Bibliotheksnutzung in Katar bisher sehr schwach ist. Die Bibliotheksleitung unterhält ein vorläufiges Planungsbüro in der Education City nahe dem Kongresszentrum. Die Bibliothek baut auf Beständen der Dar-Al-Kutub-Bibliothek im Stadtzentrum Dohas auf, die 1962 eingerichtet worden war und die Lux als bisherige Nationalbibliothek bezeichnet.